# Thamnomys kempi
Thamnomys kempi är en däggdjursart som beskrevs av Guy Dollman 1911. Thamnomys kempi ingår i släktet Thamnomys och familjen råttdjur. Inga underarter finns listade.
Vuxna exemplar blir 130 till 173 mm långa (huvud och bål), har en 170 till 226 mm lång svans och väger 62 till 108 g. Bakfötterna är ungefär 29 mm långa och öronen är cirka 23 mm stora. Pälsen på ryggens topp är orangeröd med några svarta hårspetsar. Den blir fram till kroppssidorna grå med gula nyanser. En tydlig gräns skiljer ovansidans färg från den vita undersidan som kan ha inslag av gul eller orange. Huvudet kännetecknas av gråbrun pälsfärg, av mörka ögonringar, av en svart nos och av bruna öron som har mörka kanter. Den långa svansen är främst täckt av fjäll och av korta borstar. Dessutom finns en tofs av långa hår vid svansspetsen. Svansen är allmänt mörk och på undersidan lite ljusare. Honans fyra spenar ligger vid ljumsken. Ungar har en gråbrun ovansida.
Denna gnagare förekommer med tre från varandra skilda populationer kring Kivusjön i Burundi, Rwanda och östra Kongo-Kinshasa. Arten vistas där i lundar av bergsskogar som ofta är täckta av buskar.
Individerna är aktiva mellan skymningen och gryningen. De klättrar i växtligheten och går på marken. Thamnomys kempi skapar ett stort näste av växtdelar. Den äter främst gröna växtdelar och några frukter. Bara mellan oktober och december sker ingen fortplantning. Honor föder upp till två ungar per kull. Ungarna sugar sig i början fast vid en spene och följer med när modern letar efter föda.
Beståndet hotas av skogsröjningar. Endast i områden med tät undervegetation är Thamnomys kempi talrik. IUCN kategoriserar arten globalt som sårbar.